# Zula Pogorzelska

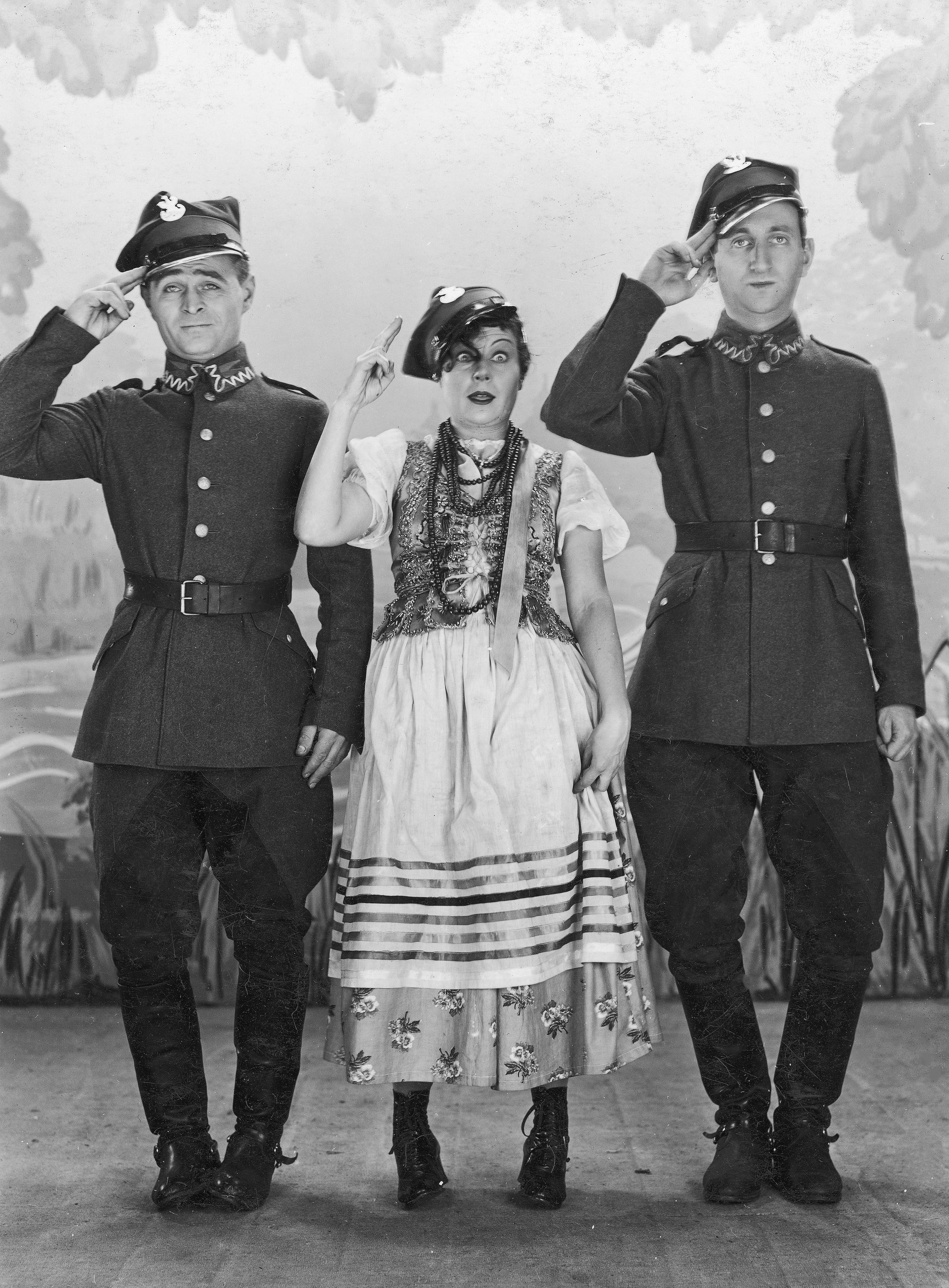
Adolf Dymsza jako Felek (z lewej), Zula Pogorzelska jako Helka i Kazimierz Krukowski jako Lopek w jednej ze scen filmu Ułani, ułani, chłopcy malowani (1932)

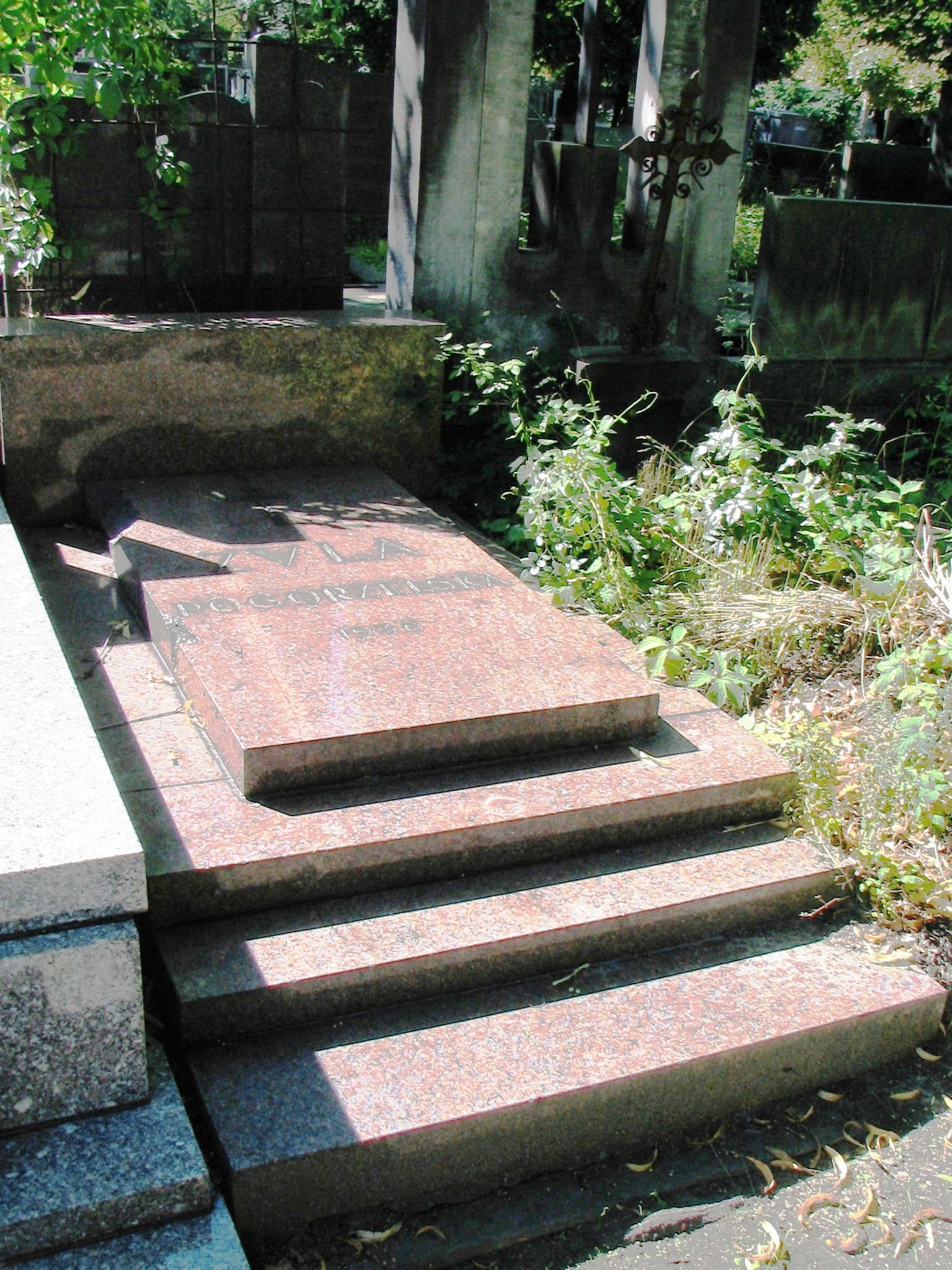
Grób Zuli Pogorzelskiej na Powązkach

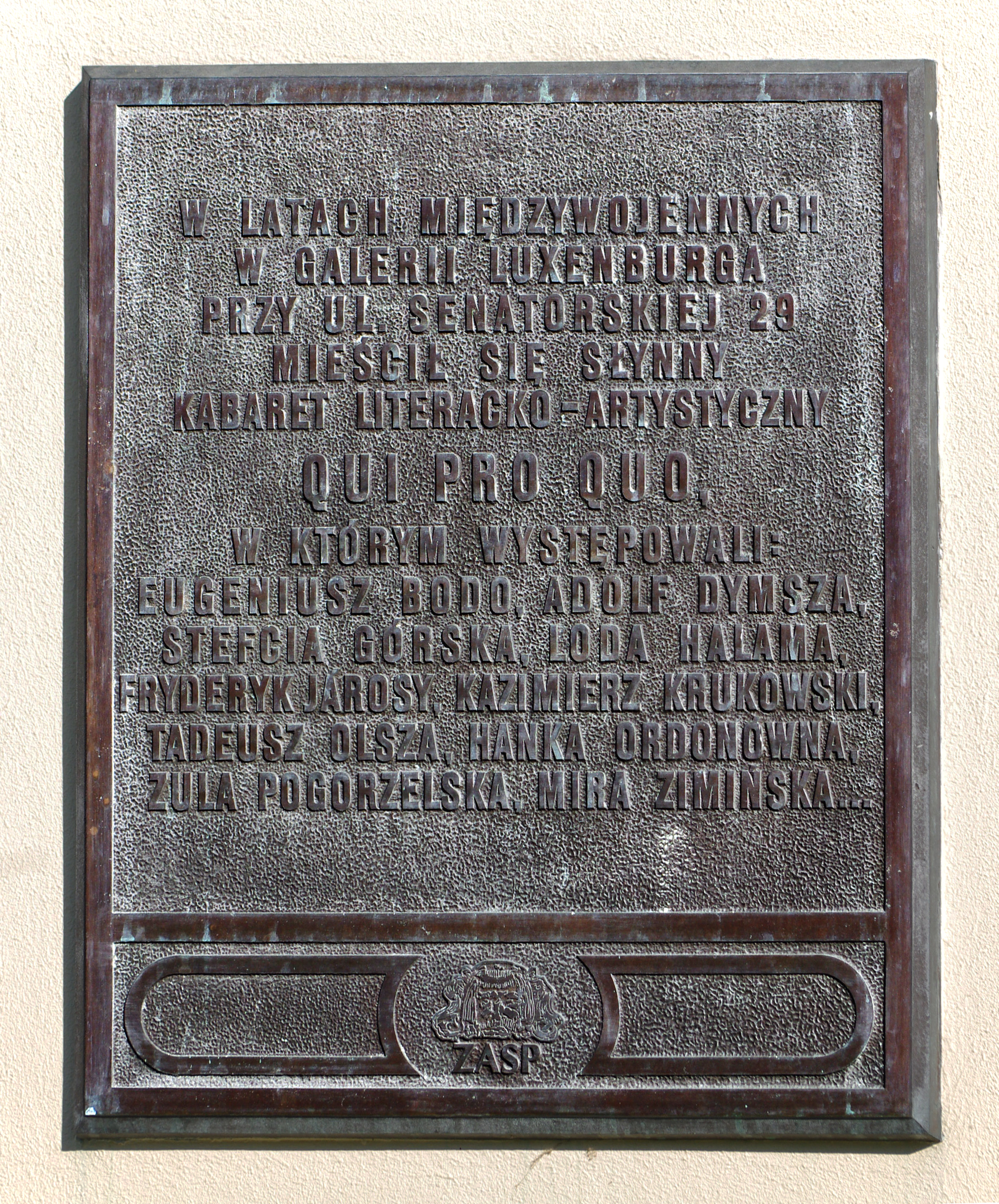
Tablica upamiętniająca teatrzyk Qui Pro Quo i jego artystów na Senatorskiej 29/31 w Warszawie

Zula Pogorzelska, właśc. Zofia Pogorzelska (ur. 14 sierpnia 1898 w Eupatorii, zm. 10 lutego 1936 w Wilnie) – polska piosenkarka, aktorka filmowa, teatralna i tancerka kabaretowa.

## Życiorys
Urodziła się na Krymie, w rodzinie Andrzeja Pogorzelskiego – lekarza, i Emilii z Niżyckich. W Sewastopolu ukończyła gimnazjum. Odebrała wykształcenie w zakresie deklamacji, śpiewu i ruchu scenicznego. W latach 1915–1917 śpiewała w chórze w miejscowości Zielony Gaj pod Charkowem. Następnie w latach 1917–1918 występowała w rosyjskim kabarecie.
Po zakończeniu I wojny światowej przyjechała do Polski i znalazła się w Warszawie. Debiutowała w 1919 w Teatrze Bagatela, gdzie została zauważona i zaangażowana do teatrzyku Qui Pro Quo przez Jerzego Boczkowskiego. Występowała w warszawskich teatrach: Qui Pro Quo (1919–1925 i 1929–1930), dorywczo w kabarecie Nietoperz, Perskim Oku (1925–1927), Teatrze Nowości (1927–1928), Morskim Oku (1928–1931), Bandzie (1931–1933), Rexie (1933), Cyganerii (1933–1934). Gościnnie występowała w wielu miastach, m.in. Lublinie, Kowlu, Łucku, Równem, Pińsku, Dubnie, Baranowiczach, Lidzie, Wilnie, Grodnie i Białymstoku.
2 stycznia 1926 w rewii Pod sukienką jako pierwsza w Polsce zaprezentowała charlestona (taniec w tamtym czasie był uważany za prowokacyjny). Była ulubienicą warszawskiej publiczności, a prasa nazywała ją „polską Mistinguett”. W jej repertuarze dominowały piosenki komiczne i sentymentalne, które wykonywała w charakterystyczny sposób. Najbardziej popularne to Spotkamy się na Nowym Świecie, Panna Mania gra na mandolinie, Czego pan się pcha, Bubliczki. Teksty dla Zuli Pogorzelskiej pisali m.in. Andrzej Włast i Marian Hemar. Wystąpiła w kilku polskich filmach, nagrywała też płyty dla warszawskiej wytwórni Syrena Rekord.
W 1933 podczas występu w rewii Zjazd gwiazd pojawiły się pierwsze objawy ciężkiej choroby rdzenia kręgowego (jamistość rdzenia), która zmusiła ją do przerwania kariery. Wraz z mężem, Konradem Tomem wyjechała do wileńskiej kliniki uniwersyteckiej na leczenie. Tam zmarła 10 lutego 1936.
Spoczywa na cmentarzu Powązkowskim w Warszawie (kwatera 125-1-9).

## Filmografia
- 1926 – Gorączka złotego
- 1930 – Niebezpieczny romans jako służąca
- 1932 – Bezimienni bohaterowie
- 1932 – Sto metrów miłości jako Zośka, dziewczyna z magazynu mód
- 1932 – Ułani, ułani, chłopcy malowani jako Helka
- 1933 – Romeo i Julcia jako Franka Krochmalska
- 1933 – Zabawka jako tancerka Zizi
- 1933 – Dwanaście krzeseł jako kierowniczka domu sierot
- 1934 – Kocha, lubi, szanuje jako Kunegunda, służąca aptekarza

## Spektakle teatralne (wybór)
- 1920 – Cyrkówka, Qui Pro Quo
- 1922 – Nasi suwereni, Qui Pro Quo
- 1922 – Sublokatorka, Qui Pro Quo
- 1924 – Król Ćwiek, Qui Pro Quo
- 1925 – 7 krów tłustych, Qui Pro Quo
- 1926 – Pod sukienką, Perskie Oko
- 1927 – Adiu, Fruziu, Perskie Oko
- 1927 – Halo, Nowości, Teatr Nowości
- 1927 – Jak i gdzie, Teatr Nowości
- 1928 – Piękność z Nowego Yorku
- 1928 – Klejnoty Warszawy, Morskie Oko
- 1930 – Budżet wiosenny
- 1931 – Ta Banda pięknie gra, Banda
- 1931 – Sympatia Warszawy, Morskie Oko
- 1933 – Zjazd gwiazd, Rex
- 1933 – Ram–pam–pam, Cyganeria
- 1933 – Cyganeria rozfikana, Cyganeria
- 1934 – Kobieta nr 5012, Cyganeria

## Dyskografia
- 1924 – Zula Pogorzelska oraz Włodzimierz Szczerbiec-Macherski artyści teatru Perskie Oko śpiew, Syrena Rekord (SR 484a–485a)
- 1924 – Zula Pogorzelska artystka teatru Perskie Oko śpiew, Syrena Rekord (SR 516a)
- 1927 – Zula Pogorzelska śpiew, Syrena Rekord (SR 3039)
- 1927 – Zula Pogorzelska i Włodzimierz Macherski artyści teatru Karuzela śpiew, Syrena Rekord (SR 3095–3096)
- 1930 – Zula Pogorzelska znakomita Artystka teatru Morskie Oko śpiew z udziałem Chóru Dana, Syrena Rekord (SE 3570–3573)
- 1930 – Zula Pogorzelska znakomita artystka teatru Morskie Oko Piosenki z rewii Parada Gwiazd, Syrena Rekord (SE 3590–3573)
- 1930 – Zula Pogorzelska znakomita artystka teatru Morskie Oko, Syrena Rekord (SE 3642)